# Епархија бачка
Епархија бачка је епархија Српске православне цркве. Седиште епархије се налази у Новом Саду, где је и Саборна црква, а надлежни архијереј је епископ Иринеј (Буловић).

## Простирање
Обухвата све српске парохије у Бачкој, а води духовни надзор и над оним православним српским парохијама, које су након Првог светског рата ушле у састав независне Мађарске; у Бач-кишкунској (Баја, Сантово), Чонградској (Сегедин) и Хевешкој жупанији (Егер).

## Историја
Бачка епархија је основана у 16. веку. Седиште првих епископа било је у Сегедину, а касније је премештано по разним бачким манастирима. Почетком 18. века, усталило се у тадашњем Петроварадинском Шанцу, данашњем Новом Саду.
Име првог познатог бачког епископа Филипа записано је у рукописном Јеванђељу Цетињског манастира које потиче из 16. века. Архипастирствовање епископа Филипа везује се за раздобље пре битке на Мохачком пољу 1526. године. Као његови наследници спомињу се: Епископ Сава (после 1526), Епископ Мардарије (или Макарије) и Епископ Симеон (пре 1579. године).
За време Бечког рата (1683—1699), целокупно подручје ове епархије ослобођено је од турске власти, тако да је читава Бачка по одредбама Карловачког мира (1699) припала Хабзбуршкој монархији. Још за време рата, управо на подручју ове епархије је 1694. године у граду Баји (данас у мађарском делу Бачке) одржан први значајнији сабор хабзбуршких Срба. Царском привилегијом из 1695. године, потврђена је припадност ове епархије Српској православној цркви у Хабзбуршкој монархији, што је касније потврђено и на Крушедолском сабору (1708).
Током читавог 18. и 19. века, Бачка епархија је била једна од најзначајнијих и у културно-просветном смислу најнапреднијих епархија Карловачке митрополије. Бачки епископ Висарион Павловић (1731—1756) је био један од најобразованијих српских архијереја у Хабзбуршкој монархији, који је стекао велике заслуге за развој српске црквене просвете. Подједнако се старао и о својим епархијанима који су били других народности (православни Русини и православни Румуни), настојећи да их заштити од притисака државних и католичких власти.
Његов наследник, бачки епископ Мојсије Путник (1757—1774), касније је постао и карловачки митрополит (1781—1790). Каснији бачки владика Стефан Станковић (1834—1837) такође је изабран за карловачког митрополита (1837—1841).

### Савремено доба
Након обнове јерархијског јединства Српске православне цркве (1920), на чело Бачке епархије је 1922. године изабран знаменити јерарх Иринеј Ћирић, који је претходно служио као епископ тимочки. Овај свестрани јерарх се бавио песништвом, иконографијом и преводилачким радом. Преводио је са јеврејског, латинског, грчког, немачког, мађарског, руског и француског језика. Преводио је богослужбене текстове са грчког на српски језик: Службу месопусне недеље, Осмогласник, Недељу свете Педесетнице и др. Између два светска рата је представљао Српску Православну цркву на разним црквеним скуповима.
Када је 17. априла 1941. године фактички престала да постоји Краљевина Југославија, територија Епархије бачке се нашла под мађарском окупацијом. Већ при самом уласку мађарске војске, почела су стрељања и хапшења што је прерасло у стравични прогон Срба и других православаца који су такође припадали Бачкој епархији. Зима 1942. године је донела Рацију уместо Божићњег празника. Страдало је неколико хиљада људи. Жртава је било и међу православним свештеницима. Међу пострадалим свештеницима Бачке епархије био је и русински православни свештеник Јован Виславски, парох у Госпођинцима.
Заслугом епископа Иринеја, из мађарског логора Шарвара је по Бачкој епархији размештено 2800 деце и 180 мајки са одојчадима. Одраслим особама је тражен смештај по кућама верника, а за децу, поготово за ону која су оболела од туберкулозе, у логору је основана епархијска дечја болница. Поред тога, епископ Иринеј водио је сталну борбу током рата против стварања издвајања Бачке епархије из састава СПЦ и њеног укључивања у састав пројектоване Мађарске православне цркве.
Недуго по ослобођењу (1944), нове комунистичке власти су епископа Иринеја ставиле у кућни притвор у трајању од седамнаест месеци, а малтретирање је настављено и после тога. Исцрпљен, после дуже болести, епископ Иринеј Ћирић је преминуо 5. априла 1955. године и сахрањен је у крипти Саборне цркве у Новом Саду.

## Архијерејска намесништва
Епархија бачка подељена је на осам архијерејских намесништава:
- новосадско
- новосадско II
- бачкопаланачко
- жабаљско
- оџачко
- сомборско
- суботичко
- бечејско
- врбашко

## Манастири
- Бођани
- Водица
- Каћ
- Ковиљ
- Свети Стефан

## Епископи
- Филип пре (1526),
- Сава (после 1526),
- Захарије, епископ сегедински (тј. бачки), 1555-1556, родом из села Вранеш код Шеховића
- Мардарије или Макарије
- Симеон (пре 1579),
- 1578-1581. Георгије, „митрополит сегединског града бачке области”, пострижник манастира Петковице,
- 1603-1609.[9] помиње се митрополит сегедински Мардарије,
- 1651. митрополит бачки Михаило,
- 1667. епископ Георгије.

После сеобе под патријархом Арсенијем III, ређали су се један за другим ови епископи:
- Јефтимије Дробњак (1695—1708),
- Стеван Метохијац (1708—1709),
- Христофор Димитријевић-Митровић (1710—1712), пре постриженик и јеромонах манастира Вувца; и администрирао митрополијом до смрти 16. новембра 1712. године[10]
- Григорије Димитријевић (1713—1717),
- Софроније Томашевић (1718—1730), пре јеромонах, постриженик цркве Св. Успења Пресвете Богородице зване Кофин; умро 16. фебруара 1730. године у манастиру Ковиљу, где је сахрањен у гробници владике бачког Григорија Димитријевића;

|  | Висарион Павловић (1731—1756), |
|  | Мојсије Путник (1757—1774),    |

- Арсеније Радивојевић (1774—1781),
- Атанасије Живковић (1781—1782), претходно епископ пакрачки

|  | Јосиф Јовановић Шакабента (1783—1786), |
|  | Јован Јовановић (1786—1805),           |

- Гедеон Петровић (1807—1832),
- Стефан Станковић (1834—1837),
- Георгије Хранислав (1839—1843),

|  | Арсеније Стојковић (1843—1851), администратор епархије                            |
|  | Платон Атанацковић (1851—1867),                                                   |
|  | Герман Анђелић (1870—1881), 1881. постао митрополит карловачки и патријарх српски |
|  | Василијан Петровић (1882—1891),                                                   |
|  | Герман Опачић (1893—1899),                                                        |
|  | Митрофан Шевић (1900—1918),                                                       |
|  | Свети Иринеј Ћирић (1922—1955),                                                   |
|  | Никанор Иличић (1955—1986),                                                       |
|  | Василије Вадић (1986—1988), администратор епархије                                |
|  | Др Сава Вуковић (1988—1990), администратор епархије                               |
|  | Др Иринеј Буловић (од 1990)                                                       |

## Викарни епископи
Од 1998. године епископ бачки има свог викара са седиштем у манастиру Ковиљ. За првог викарног епископа изабран је др Порфирије Перић. Ову дужност обављао је све до његовог избора на редовном пролећном заседању Светог архијерејског сабора за митрополита загребачко-љубљанског 2014. године. За његовог наследника изабран је дотадашњи сабрат манастира Ковиљ, архимандрит Јероним Мочевић. За викара је 2018. године изабран Исихије Рогић, а 29. маја 2021. изабран је Дамаскин Грабеж.